# Solisko (Kamesznica)
Solisko (626 m n.p.m.) – niski, ale wybitnie zaznaczający się w terenie szczyt w Paśmie Baraniej Góry i Skrzycznego w Beskidzie Śląskim. Znajduje się na bocznej odnodze grzbietu wybiegającego od szczytu Wierchu Wisełka w kierunku południowo-wschodnim. W grzbiecie tym kolejno znajdują się: Skałka, Wojtasowa Grapa i Motykowa Grapa. Solisko znajduje się w bocznej odnodze Wojtasowej Grapy, tworząc zakończenie południowego grzbietu Kiczory. Zachodni i południowy stok Soliska stromo opada do potoku Janoszka, wschodni do jego dopływu.
Solisko lub solnisko (częściej to pierwsze) to często występująca w Karpatach Zachodnich nazwa używana przez górali polskich, słowackich i łemkowskich. Związana jest z szałaśnictwem i oznacza miejsce, w którym wykładano dla owiec i bydła sól do lizania (zazwyczaj w bryłach). Od niej utworzono nazwy wielu szczytów, zboczy, płaśni.
Obecnie szczyt Soliska jest całkowicie porośnięty lasem, ale dolna część stoków to tereny bezleśne – łąki, pastwiska i pola orne wsi Kamesznica w województwie śląskim, w powiecie żywieckim, w gminie Milówka.